# Fönsterspindel
Fönsterspindel (Amaurobius fenestralis) är en spindelart som först beskrevs av Strom 1768.  Fönsterspindel ingår i släktet Amaurobius och familjen mörkerspindlar. Arten är reproducerande i Sverige. Inga underarter finns listade i Catalogue of Life.